# Cryptoperla torva
Cryptoperla torva is een steenvlieg uit de familie Peltoperlidae. De wetenschappelijke naam van de soort is voor het eerst geldig gepubliceerd in 1909 door Needham.